# Clavioline
El clavioline era un instrumento musical electrónico portátil diseñado en 1947 por Constant Martin en Versalles. 
El clavioline se dividía en dos partes:
- la unidad del teclado y controles que produce el sonido real.
- la unidad con el amplificador y el altavoz, acoplados en una caja.

La unidad del teclado contenía:
- 18 interruptores (22 en la versión de Selmer) para el timbre que controlaba con filtros del tipo filtro paso alto y un filtro paso bajo.
- 2 controles para la velocidad y la intensidad del vibrato.
- 1 control para el volumen total controlado por una palanca a la altura de la rodilla.

El clavioline fue extensamente utilizado en los años 50 y en los años 60, pasando a comercializarse y no quedándose en un mero prototipo, como les sucedió a sus antecesores. Se usó tanto a nivel profesional como particular y los distintos fabricantes de instrumentos produjeron su propio modelo de clavioline.
En 1949, Martin Constant diseñó el modelo duophonic que incorporaba un pequeño piano al clavioline, no obstante, este  modelo duophonic nunca se llegó a comercializar.